# توم كوزيلكو
توم كوزيلكو (بالإنجليزية: Tom Kozelko)‏ مواليد 1 يوليو 1951 في ترافيرس سيتي، هو لاعب كرة سلة أمريكي معتزل. بدأ مسيرته الاحترافية في سنة 1973. حمل الرقم 22. يبلغ طوله 6 قدم 8 بوصة (2.0 م). اعتزل اللعب في 1977. لعب مع واشنطن ويزاردز في الدوري الأمريكي لكرة السلة للمحترفين.

## روابط خارجية
- توم كوزيلكو على موقع إن بي أي (الإنجليزية)
- توم كوزيلكو على موقع سبورتس رفرنس (الإنجليزية)
- توم كوزيلكو على موقع كلية كرة السلة في سبورتس رفرنس.كوم (الإنجليزية)
- توم كوزيلكو على موقع ريلجم (الإنجليزية)
- توم كوزيلكو على موقع بروبوليرز (الإنجليزية)